# Isa TK+
Isa TK+ é uma telenovela colombiana produzida e exibida originalmente pela Nickelodeon de 28 de setembro de 2009 a 26 de março de 2010. Foi a quarta produção original da Nickelodeon Latin America e o spin-off e segunda temporada de Isa TKM.
Maria Gabriela de Faría, Reinaldo Zavarce, Willy Martin, que também participaram da primeira temporada da trama, Carolina Gaitán e Ricardo Abarca que interpretaram os papéis centrais. Esta temporada narrou o cotidiano da protagonista Isa Pasquali, que após conquistar o sucesso como cantora, se muda para a Colômbia para estudar em um colégio interno de artes e interpretações.
Em Portugal, foi exibida pelo Nickelodeon e mais tarde em 2013 pela SIC K.

## Enredo
Isa TK+, segunda temporada de Isa TKM, continua narrando a história de amor de Isa Pasquali e Alex Ruiz. Nesse ano, Isa tornou-se uma cantora de sucesso, e acaba sendo enviada por sua gravadora para o Colégio Bravo, na Colômbia, escola que forma jovens artistas, para aprimorar suas habilidades como vocalista. Ao lado de Isa, vai sua melhor amiga Linda Luna, que quer se formar como bailarina , mas isso pode separar as duas de seus respectivos namorados, Alex e Rey Galã. Os dois, determinados a não perderem suas amadas, armam planos mirabolantes para conseguiram chegar ao Colégio Bravo, onde se matriculam após um certo esforço. Linda, por sua vez, passa a trabalhar na sala de informática da escola para pagar metade de sua bolsa. Porém, os problemas estão apenas começando. Catarina Bernabeu, uma garota invejosa e perversa, se aproxima de Isa fingindo querer apenas a sua sincera amizade, mas pelas costas, passa a tramar planos diabólicos para prejudicar a vida profissional e pessoal da garota, sujando sua imagem com a gravadora e tentando afastá-la de seu namorado Alex, por quem Catarina se apaixona. Para atrapalhar ainda mais o romance do casal protagonista, Sebastian Lorenzo, o garoto mais popular do Colégio Bravo, se encanta por Isa a partir do primeiro momento em que a vê, e torna-se o inimigo de Alex na disputa pelo coração da menina. Linda e Rey também enfrentarão desafios para ficar juntos: enquanto ele, que desiste da música para ser ator, se sente atraído pela colega da aula de teatro Sandra Centeno, Linda passa a ser cortejada pelo dançarino Xavier Mooner, o que pode abalar o relacionamento do casal. A confusão só aumenta com as maldades de Violeta Marindo, a injusta e autoritária diretora do colégio, que dentre outras regras sem sentido, prega a Lei 3NB, que consiste em proibir namoros entre alunos da escola. Já o empresário Álvaro Lorenzo, pai de Sebastian e dono de uma reconhecida gravadora, planeja usar meios sórdidos para assinar um contrato com Isa, enquanto no Colégio Bravo, os demais jovens enfrentam seus próprios problemas. Natália Tarazona sofre com o amor não correspondido que sente por Sebastian, Fabiana Medina, sua melhor amiga, paquera diversos meninos após sofrer uma decepção amorosa, Jéssica Chen possui um site de fofocas na internet e é a informante de Catarina, Kike Toro é o nerd da escola e melhor amigo de Alex, que se apaixona por Ágata Montenegro, a protegida de Violeta Marindo, e Nando Jimenez é um fotógrafo amador que sente-se atraído por confusões e... por Fabiana! Além disso, Cristina Ricalde, que voltou rica e poderosa, e além disso é sobrinha de Violeta Marindo, vai ao colégio, e no início veio disposta a reconquistar Alex, e ajudou Catarina em algumas armações. Porém A mesma a trai, e ela passa para o lado de Isa. No último capítulo, A diretora descobre os planos de Catarina contra Isa e a manda para um reformatório de diretoras, com a autorização da mãe.

## Filmagem
Começou a ser gravada em Julho de 2009 em Bogotá, Colômbia. A atriz Milena Torres (Cristina Ricalde) terá apenas participação especial, pois não pode viajar junto com o elenco para a Colômbia, pois além de atriz e cantora, é modelo. O término das gravaçôes aconteceu no começo de Fevereiro de 2010. A novela foi filmada no Colégio Teresiano de Bogotá.

## Personagens

Os seis personagens principais de Isa TK+: Rey, Linda, Isa, Alex, Catalina e Sebastian.

- Isabella "Isa" Pasquali: É uma menina feliz e tem uma voz doce, Namorada de Alex. Neste momento, ela tem 16/17 anos e  conseguiu uma fama muito grande, e em seguida, para aprimorar suas habilidades como vocalista, seu registro ela envia para o Colégio Bravo, onde ela vai completar seus estudos. Terá uma nova rival chamada Catarina Bernabeu que finge ser sua amiga mas,por trás disso ela é realmente uma garota enganosa,perigosa,misteriosa e maligna que fará de tudo para ter Alex,tirar a fama de Isa, manchar a imagem de Isa e ter o carinho de todos.
- Alexandro "Alex" Ruiz: Namorado de Isa, e desta vez Kike será seu melhor amigo. A música é sua atividade favorita, está muito feliz e preocupado com os outros. Sebastian será seu rival, porque ele vai se apaixonar por Isa, e também ele vai descobrir que Catarina Bernabeu se apaixona por ele, o que poderá destruir sua relação com Isa para sempre. Alex não se deixará ser enganado por ela e protegerá Isa de todos os perigos.
- Linda "Gordinha" Luna: Ela é muito sensível, engraçada, carismática e muito leal. Ela e Isa são melhores amigas e embora seja gordinha é muito bonita e simpática. Acontece que ela vai se tornar uma bailarina. Ela entrou na academia com uma bolsa para suas habilidades de dança, infelizmente a bolsa não cobre o custo total da sua estadia, e isso vai obrigá-la a trabalhar em tempo parcial na sala de computadores. Namorada de Rey, no entanto, um estudante chamado Xavier Mooner vai amar ela, então ela ficará muito confusa sobre isso. E Sandra porá sua relação com Rey em apuros.
- Reinaldo "Rey" Galán: Sua atitude não mudou, continua a ser muito vaidoso. Ele entra para o Colégio Bravo porque sua avó lhe deu o dinheiro. E vai dedicado a agir. Namorado de Linda, porém se apaixona por Sandra Centeno, de modo que seu relacionamento com Linda pode estar em risco. Continua o rival do Alex, mas ao decorrer nessa série pode nascer uma pequena amizade entre os dois.
- Catalina/Catarina "Cataclísmica" Bernabeu:Catarina é uma garota de 16 anos. Ela finge ser simpática, terna e doce, mas não é. Realmente ela é enganosa, misteriosa e maligna. É a psicopata da trama e tem um vazio no coração por sua mãe não dar o carinho de que tanto necessita e seu sonho é ser uma cantora famosa e impressionar sua mãe, mas sua voz não é considerada perfeita, motivo pelo qual inveja Isa e a odeia tanto. Por causa de um "jogo" feito por ela e Cristina Ricalde, ela se envolve na vida de Isa Pasquali e a partir de então, tudo deixa de ser apenas uma brincadeira e passa a ser uma verdadeira disputa pela fama e pelo amor de Alex. Catarina era muito famosa quando criança e depois todos se esqueceram dela. Quando ela vê que Isa está sendo feliz e tem tudo o que quer, ela decide interferir e fazer com que Isa passe por tudo que ela passou,da pior maneira e assim conseguir voltar a ser famosa e ter o carinho de sua mãe. Usando das piores artimanhas,ela irá fazer com que Isa e todas as pessoas ao seu redor sofram.
- Sebastian "Sebas" Lorenzo: Um dos estudantes mais populares no Bravo. Seu pai é um produtor de música, que sempre o recebe em apuros. Ele será rival do Alex não só pela música, mas também pelo amor de Isa. É carinhoso, gentil e tem um grande coração. Ajudará Isa a superar todos os desafios e será, acima de tudo, um grande amigo, fiel e companheiro.
- Cristina " Cristarântula" Ricalde: A já conhecida má, rica, e invejosa Cristina volta nessa temporada, porém, aparece só em alguns capítulos da trama. Dessa vez, ela se tornou uma modelo de sucesso e voltou a ser rica. O problema é que ela não esqueceu da humilhante derrota para Isa em ISA TKM, e volta mais má e esperta para recuperar seu tão precioso Alex Ruiz, ajudando Catarina em alguns planos, porém, viverá grandes aventuras, e terá que decidir de uma vez por todas se é ou não amiga de Isa. No fim Catarina a traí e ela passa para o lado de Isa.
- Violeta Marindo " Tamarindo" Ricalde: É a autoritária, e muitas vezes injusta, diretora do Colégio Bravo. É também a tia de Cristina Ricalde, e promulgou muitas regras sem sentido, sendo a principal delas a Lei 3NB, que proibia os alunos de namorarem na instituição. Quem não seguisse as regras seria expulso, ou enviado para um reformatório de diretoras.

## Elenco

### Elenco principal
| Ator / Atriz            | Personagem                                             |
| ----------------------- | ------------------------------------------------------ |
| María Gabriela de Faría | Isabella Pasquali (Isa)                                |
| Reinaldo Zavarce        | Alexandro Ruíz (Alex)                                  |
| Micaela Castellotti     | Linda Luna (Linda)                                     |
| Willy Martín            | Reinaldo Galán (Rey)                                   |
| Carolina Gaitán         | Catarina Bernabeu (Cataclísmica/Catarruína/ Catapédia) |
| Ricardo Abarca          | Sebastian Lorenzo (Sebas)                              |

### Participação especial
| Atriz         | Personagem                                   | Episódios     |
| ------------- | -------------------------------------------- | ------------- |
| Milena Torres | Cristina Ricalde (Cristarântula/Cristrapaça) | 25-41;115-120 |

### Elenco coadjuvante
| Ator / Atriz            | Personagem                                               |
| ----------------------- | -------------------------------------------------------- |
| Yaneth Waldman          | Violeta Marindo Ricalde (Tamarindo)                      |
| Sebastián Vega          | Henrique Toro (Kike)                                     |
| Vanessa Blándon         | Natália Tarazona (Naty)                                  |
| Gabriela Cortés         | Jéssica Chen (Jess)                                      |
| Juan Sebastián Quintero | Javier Mooner (Javi)                                     |
| Diana Neira             | Sandra Centeno (Sandy/Sandra Suga/Samantha Samy Centeno) |
| Natália Reyes           | Fabiana Medina (Faby)                                    |
| Viviana Santos          | Ágata Montenegro (Monteblack/Coelhinha Gotica)           |
| Juan Carlos Messier     | Diretor Andy Roca                                        |
| Anderson Otalvaro       | Fernando Jímenez (Nando)                                 |
| Micke Moreno            | Mateus Flores                                            |
| Salomé Quintero         | Marisol Flores                                           |
| Mauro Urquijo           | Álvaro Lorenzo                                           |
| Adriana Silva           | Profesora Cecília (Professora Céci)                      |
| Jean Carlos Posada      | Abelardo Flores                                          |
| Linda Carreño           | Camila Flores                                            |
| Julio Sánchez           | Profesor Francisco                                       |
| Kika Pérez              | Zafira                                                   |

### Atores convidados
| Ator                  | Personagem      | Episódios |
| --------------------- | --------------- | --------- |
| Juan Fernando Sánchez | Vladimir Lugozi | 98-104    |
| Santiago Ramundo      | Luca            | 120       |

### Atores com papéis duplos
| Ator / Atriz | Personagem             |
| ------------ | ---------------------- |
| Willy Martin | Avó Galán (Vozinha)    |
| Diana Neira  | Samanta Centeno (Samy) |

## Capítulos
| Rede        | Quantidade de Episódios | Primeira transmissão                                                | Última transmissão                                                   |
| ----------- | ----------------------- | ------------------------------------------------------------------- | -------------------------------------------------------------------- |
| Nickelodeon | 120                     | América espanhola: 28 de setembro de 2009Brasil: 5 de abril de 2010 | América espanhola: 26 de março de 2010Brasil: 17 de setembro de 2010 |
| Band        | 121                     | Brasil: 27 de dezembro de 2010                                      | Brasil: 11 de junho de 2011                                          |

## Exibição no Brasil
No Brasil,  foi exibida entre 5 de abril a 17 de setembro de 2010 pela Nickelodeon, às 19h.

Na TV Aberta, foi exibida pela Rede Bandeirantes entre 27 de dezembro de 2010 a 11 de junho de 2011, às 9h15 da manhã, sendo substituída pela segunda temporada de Quase Anjos. Teve o subtítulo de Siga Seu Coração.